# Волнующееся море с парусными судами
«Волнующееся море с парусными судами» — картина голландского художника Симона де Влигера из собрания Государственного Эрмитажа.
Картина изображает парусные корабли под флагом Республики соединённых провинций, идущие по морю с сильной волной. Чуть правее центра изображён военный двухпалубный корабль с гербом Роттердама на корме, остальные парусники являются купеческими судами, флаг на корме левого парусника не опознан. Справа внизу на доске, плавающей в море, есть трудноразличимая подпись художника S DE VLIEGER. Картина написана маслом по деревянному щиту, образованном из стыковки заподлицо трёх досок. На картине заметны небольшие выкрошки краски в местах стыков досок по всей длине.
Советский искусствовед Ю. И. Кузнецов, в своём обзоре голландской живописи XVII века, отмечал:

Влажная морская атмосфера на картинах Влигера всё более насыщается светом. Кажется, что солнце, прячущееся в облаках, вот-вот выглянет и всё засверкает в его лучах…

Картина написана во второй половине 1640-х годов, ранняя история её не установлена. В конце 1850-х годов она уже находилась в коллекции П. П. Семёнова-Тян-Шанского. Хранитель голландской живописи в Эрмитаже И. А. Соколова отмечала, что эта «нарядная марина» заметно выделялась в группе морских видов этого собрания. В 1910 году в составе всей коллекции Семёнова-Тян-Шанского приобретена Министерством императорского двора для Эрмитажа и поступила в состав его собрания в 1914 году.
В сводной базе художников Нидерландов картина называется «Statenjacht en andere schepen op kabbelend water» — «Государственная яхта и другие корабли на море», в данном случае под «Statenjacht/Государственная яхта» подразумевается корабль, задействованный парламентами (штатами) провинций для представительских целей.